# Рубі Бредлі
Полковник Рубі Бредлі (англ. Ruby Bradley; 19 грудня 1907 — 28 травня 2002) — офіцерка Корпусу медсестер армії Сполучених Штатів, полонена японців у Другій світовій війні, та одна з найбільш нагороджених жінок у збройних силах США.. Вона родом з Сперсера, Західна Вірджинія, але прожила у Фоллс-Черч, штат Вірджинія, понад 50 років.

## Військова кар'єра
Бредлі вступила до Корпусу медсестер армії США як хірургічна медсестра в 1934 році. Вона служила у Кемп Джон Хей на Філіппінах, коли була захоплена японською армією через три тижні після нападу на Перл-Гарбор 7 грудня 1941.
У 1943 році Бредлі була переведена до табору для інтернованих Санто-Томас в Манілі. Саме там вона разом із кількома іншими ув'язненими медсестрами здобула звання «Ангели у втомі» (англ. Angels in Fatigues) від інших полонених. Протягом наступних кількох місяців вона надавала медичну допомогу ув'язненим і намагалася нагодувати голодуючих дітей, запихаючи їжу в кишені, коли тільки могла, часто сама голодуючи. Коли вона схудла, вона використала кімнату у своїй формі для контрабанди хірургічного обладнання до табору військовополонених. У таборі вона провела 230 операцій і допомогла народити 13 дітей.
Коли війська Сполучених Штатів захопили табір 3 лютого 1945 року, вага Бредлі була лише 86 фунтів (39 кг). Потім її повернули до Сполучених Штатів, де вона продовжила свою кар'єру в армії. Вона отримала ступінь бакалавра наук у Калійфорнійському університеті у 1949 році.
Бредлі брала участь у Корейській війні як головна медсестра 171-го евакуаційного шпиталю. У листопаді 1950 року, під час китайського контрнаступу, вона відмовилася йти, поки не завантажила хворих і поранених на літак у Пхеньян в оточенні 100 000 наступаючих китайських солдатів. Вона змогла стрибнути на борт літака саме тоді, коли її машина швидкої допомоги вибухнула від ворожого снаряда. У 1951 році вона була призначена головною медсестрою Восьмої армії, де вона керувала понад 500 армійськими медсестрами по всій Кореї.
Бредлі отримала звання полковника в 1958 році і звільнився з армії в 1963 році.

## Подальше життя
Бредлі була об'єктом репортажу NBC Nightly News Тома Брокоу 23 лютого 2000 року про забутих героїв військових.
Після її смерті в 2002 році Бредлі також отримала меморіальну резолюцію, складену конгресменом Джо Бака з Каліфорнії, щодо її зразкового служіння нації.

## Нагороди
Бредлі отримала 34 нагороди, медалі та інших нагороди. Серед них:
- Легіон Заслуг з дубовим листям.
- Медаль «Бронзова зірка» з гроном дубового листя.
- Похвальна медаль з гроном дубового листя.
- Медаль військовополенних
- Президентський блок Цитування з дубового листя.
- Почесна відзнака підрозділу
- Медаль американської служби оборони із застібкою «Закордонна служба».
- Медаль американської кампанії
- Медаль за азіатсько-тихоокеанську кампанію з двома зірками кампанії.
- Медаль Перемоги у Другій світовій війні
- Медаль армії окупації із застібкою «Японія» .
- Медаль за службу національної оборони із зіркою.
- Корейська медаль за службу з трьома зірками кампанії.
- Медаль за оборону Філіппін (Республіка Філіппіни) із зіркою
- Медаль визволення Філіппін (Республіка Філіппіни) із зіркою
- Медаль незалежності Філіппін (Республіка Філіппіни)
- Медаль за службу ООН
- Медаль за військову службу в Кореї[en] (Республіка Корея)
- Медаль імені Флоренс Найтінгейл (Міжнародний комітет Червоного Хреста)

## Дати присвоєння звання
- 2-й лейтенант (relative rank) — 16 жовтня 1934[6]
- 1-й лейтенант (AUS[en]) — 18 лютого 1945[6]
- Капітан (AUS) — 27 жовтня 1945[6]
- Капітан (РА) — 19 серпня 1947[6] (з19грудня 1942)
- Майор (РА) — 15 травня 1950 р.[6]
- Підполковник (РА) — 23 липня 1952 р[6]
- Полковник (РА) — 4 березня 1958 р.[6]